# Marte R. Gómez
Marte Rodolfo Gómez Segura (Reynosa, Tamaulipas; 4 de julio de 1896 - Ciudad de México, 16 de diciembre de 1973) fue un agrónomo, político y diplomático mexicano, miembro del Partido Revolucionario Institucional. Ocupó los cargos de secretario de Agricultura, de Hacienda y gobernador de Tamaulipas.

## Biografía
Marte R. Gómez fue Ingeniero Agrónomo e Hidráulico, político y escritor. Hijo de Rodolfo Gómez Vidal y Esther Segura de Gómez. Egresado de la Escuela Nacional de Agricultura, hoy Universidad Autónoma Chapingo, de la que llegó a ser director (1923-1924) momento en que invitó a su amigo Diego Rivera"a hacer una serie de pinturas para la Escuela ...] que inició por pintar murales en el patio de entrada, las escaleras y el primer piso del edificio principal de la universidad, para posteriormente seguir con la decoración de la capilla, la cual inició en 1924 y terminó el día primero de octubre de 1927". Marte R. Gómez realizó estudios de "[...] mutualidad y crédito agrícola; así como un curso de Reforma Agraria en la Escuela de Altos Estudios Agrarios, dependiente de la Sorbona" en París, Francia. Fue un gran teórico del agrarismo y uno de los primeros luchadores por el reparto de la tierra a los campesinos, participando en estos esfuerzos primeramente al lado de Emiliano Zapata y posteriormente de Salvador Alvarado en Yucatán.

## Carrera
Destacó en el mundo de la política, tanto a nivel nacional como internacional "La larga carrera política de Marte R. Gómez, fue auspiciada, en parte, por su estrecha alianza con Emilio Portes Gil presidente de México (1928-1930); también durante el sexenio de Ávila Camacho (1940-1946) ejerció un elevado poder y así vemos que en 1928 el presidente Emilio Portes Gil lo designó Secretario de Agricultura y Fomento y de nuevo ocupó el cargo entre 1940 y 1946 en el gobierno de Manuel Ávila Camacho, de 1933 a 1934 fue secretario de Hacienda. Además, fue elegido para los cargos de diputado al Congreso de Tamaulipas, diputado federal de 1927 a 1930 y senador por Tamaulipas de 1930 a 1934. El gobierno de México le designó ser Ministro Plenipotenciario en Francia y Austria, y al mismo tiempo embajador ante la Sociedad de las Naciones Unidas de 1934 a 1936. Formó parte del Comité Olímpico Internacional y Presidente Emeritus del Comité Olímpico mexicano de 1934 a 1975. Colaboró con el Ejecutivo Federal fungiendo como presidente del consejo de fomento y Coordinación de la Producción Nacional de 1954 a 1958 y como Presidente del Consejo de Administración de la Aseguradora Nacional y Ganadera S.A de 1963 a 1973. Embajador de México ante la Sociedad de Naciones de 1935 a 1936, encabezó la denuncia hacia los regímenes fascistas europeos llevada a cabo por México y en 1937 resultó elegido Gobernador de Tamaulipas, cargo que ocupó hasta 1940 en que es designado Secretario de Agricultura.
Además fue miembro del Comité Olímpico Internacional y Presidente Emérito del Comité Olímpico Mexicano, apoyó decididamente el otorgamiento a México de los Juegos Olímpicos de 1968 y siempre fue un gran impulsor de las artes, particularmente de la pintura, también se distinguió como escritor, publicando 46 obras. Falleció en 1973 y fue sepultado en la Rotonda de los Tamaulipecos Ilustres.El Estadio Olímpico Marte R. Gómez en Ciudad Victoria, Tamaulipas lleva su nombre en reconocimiento a su impulso al deporte nacional.

## Coleccionista
En la década de los veinte mantuvo una relación estrecha con varios artistas mexicanos lo que lo llevó a impulsar la Escuela Mexicana de Pintura, la contracorriente, La Liga de Escritores y Artistas Revolucionarios. Este acercamiento lo llevaría a interesarse por la colección de obra generada por aquellos jóvenes. "Inés Amor afirma que los primeros en comprar obra del movimiento artístico moderno fueron Marte R. Gómez y Salomón Hale" Su interés por la pintura, lo llevó a tener una colección de cerca de 14 obras de aceite sobre tela de 20 a 25 metros con acuarelas y 150 dibujos, algunas del pintor Diego Rivera
"En el catálogo Colección Marte R. Gómez. Obras de Diego Rivera 1886-1957, se consigna que el primer cuadro que Marte R. Gómez adquirió de Diego Rivera, fue Bañista de Tehuantepec, 1923" También poseía piezas de Joaquín Clausell Recibió como regalo una serie de Autorretratos de pintores mexicanos por sus cincuenta años de vida el 31 de mayo de 1946, de estos destacan obras de Diego Rivera, Dr. Atl. Siqueiros, entre otros.
Entre sus documentos, textos, hemerografía y fotos se pueden consultar en el Fondo Documental Marte R. Gómez. El Museo Soumaya posee 34 autorretratos de 40 que fueron regalados por varios artistas e honor a los cincuenta años del coleccionista y mecenas.

## Distinciones
A lo largo de su vida recibió numerosas condecoraciones: Insignia de Honor Olímpica (Alemania, primera clase); Gran Cordón, Orden del Libertador, Venezuela; Gran Cruz del Mérito Industrial, Cuba; Gran Cruz, Orden de Vasco Núñez de Balboa, Panamá, Medalla del Mérito Olímpico, Finlandia, primera clase; Gran Sol, Etiopía; Medalla Olímpica, Austria; Miembro de la Legión de Honor de Veteranos de la Revolución Mexicana: Medalla Pedro J. Méndez del Gobierno del Estado de Tamaulipas, 1960.
El actual Estadio Marte R. Gómez, que es de tipo olímpico, fue inaugurado el 19 de octubre de 1939 por el entonces Gobernador de Tamaulipas Ing. Marte R. Gómez tomando su nombre, y construido a réplica del Estadio Olímpico de Berlín, Alemania. 

## Muerte
Falleció el 16 de diciembre de 1973 en el Distrito Federal, ahora llamado Ciudad de México (CDMX) y sepultado en la Rotonda de Tamaulipecos Ilustres en Ciudad Victoria, Tamaulipas.

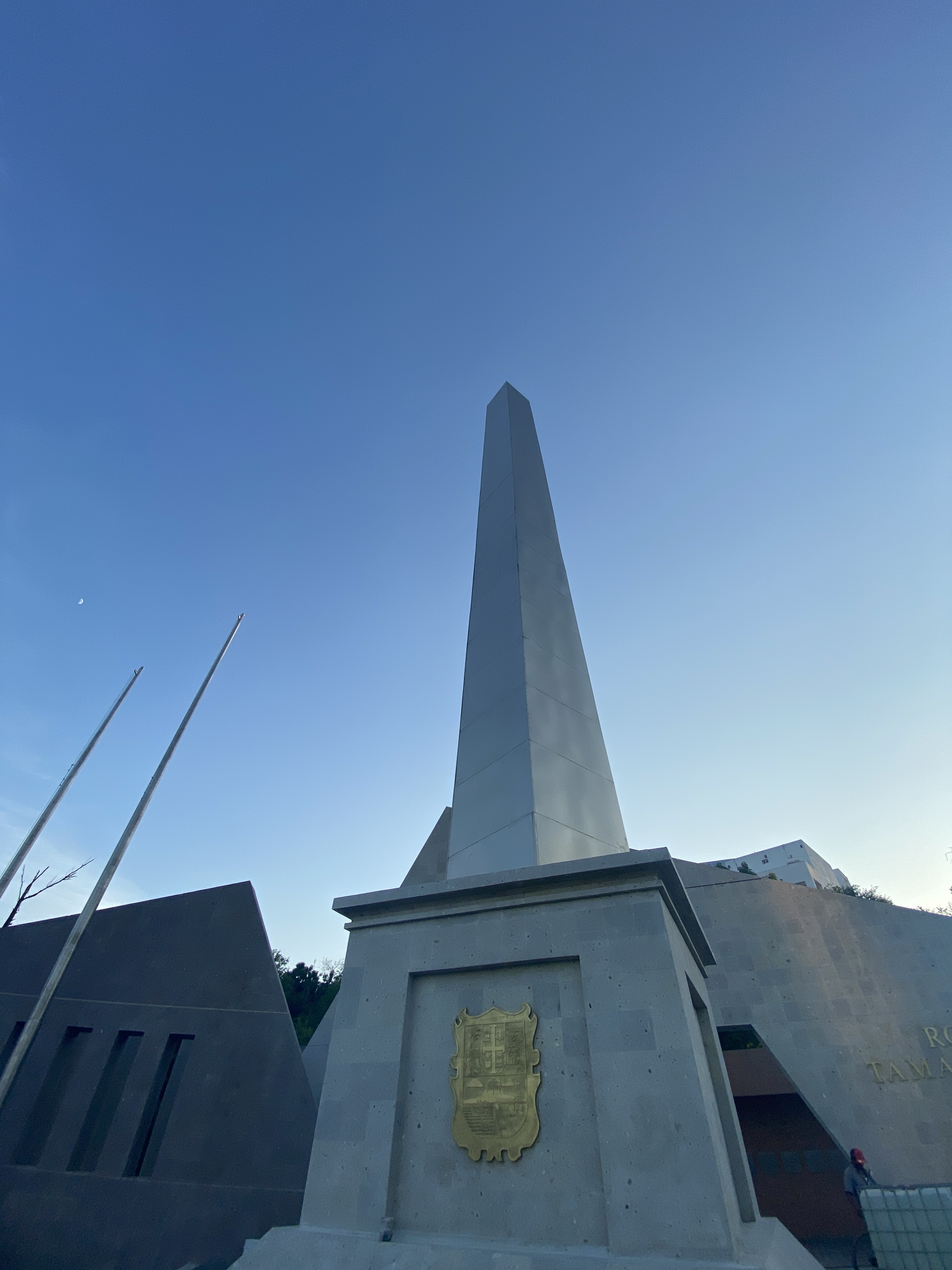
Rotonda de Ilustres Tamaulipecos Boulevard Luis Echeverría, donde se encuentra sepultado Marte R. Gómez